# El Khenzira

### Carte des Grottes du Maroc
| \| 100 km1:4 008 000 \| Séfrou Oujda Tanger El Jadida Nador Tétouan Rabat Sidi Ifni Safi Agadir Fès El Hajeb Béni Mellal Marrakech Errachidia Bouarfa Ouerzazat Zag Akka |
| 100 km1:4 008 000 |